# Kemisē
Kemisē är en ort i Etiopien.   Den ligger i regionen Amhara, i den centrala delen av landet, 220 km nordost om huvudstaden Addis Abeba. Kemisē ligger 1 438 meter över havet och antalet invånare är 23 861.
Terrängen runt Kemisē är varierad. Runt Kemisē är det ganska tätbefolkat, med 179 invånare per kvadratkilometer. Det finns inga andra samhällen i närheten. Omgivningarna runt Kemisē är en mosaik av jordbruksmark och naturlig växtlighet.